# Alauda
Alauda – rodzaj ptaków z rodziny skowronków (Alaudidae).

## Rozmieszczenie geograficzne
Rodzaj obejmuje gatunki występujące w Eurazji i Afryce.

## Morfologia
Długość ciała 12–19 cm, masa ciała 18–52 g.

## Systematyka
Rodzaj zdefiniował w 1758 roku szwedzki przyrodnik Karol Linneusz w 1. części 10. wydania Systema Naturae, publikacji własnego autorstwa poświęconej systematyce flory i fauny. Gatunkiem typowym jest (późniejsze oznaczenie) skowronek zwyczajny (A. arvensis).

### Etymologia
- Alauda (Alanda, Aulada): łac. alauda ‘skowronek’; według Pliniusza była to celtycka nazwa skowronka oznaczająca ‘wspaniałą śpiewaczkę’, od al ‘wspaniała’; aud ‘śpiew’[10].
- Corydalis: gr. κορυδαλος korudalos, κορυδαλλις korudallis, κορυδαλλιδος korudallidos ‘skowronek’, od κορυς korus, κορυθος koruthos ‘hełm’[11].
- Phileremos: gr. φιλερημος philerēmos ‘lubiący samotność’, od φιλεω phileō ‘kochać’; ερημος erēmos ‘pustynia’[12]. Gatunek monotypowy (oznaczenie monotypowe): Alauda leucoptera Pallas, 1831.
- Razocorys: Ilhéu Raso, Wyspy Zawietrzne, Republika Zielonego Przylądka; nowołac. corys ‘skowronek’, od gr. κορυδος korudos ‘dzierlatka’, od κορυς korus, κορυθος koruthos ‘hełm’[13]. Gatunek monotypowy (oznaczenie monotypowe): Spizocorys razae Alexander, 1898.

### Podział systematyczny
Do rodzaju należą następujące gatunki:
- Alauda leucoptera Pallas, 1811 – skowronek białoskrzydły
- Alauda razae (Alexander, 1898) – skowronek wyspowy
- Alauda arvensis Linnaeus, 1758 – skowronek zwyczajny
- Alauda gulgula Franklin, 1831 – skowronek orientalny